# 只是…想見你
《只是…想見你》(ただ…逢いたくて)為日本音樂團體EXILE（放浪兄弟）的第19張單曲。2005年12月14日於日本發行。Oricon最高排行第1、初動銷量25.4萬張、累計銷量56.0萬張

## 解說
- 以「CD only」與「CD+DVD」2種形式發售，封面各異。
- 是SHUN在EXILE時最後的作詞曲。據說是一邊想著「雖然不是親身經歷，不過應該常有這種事吧」邊寫出來的歌詞。
- 是繼第15張單曲《real world》之後約兩年半第一次獲得Oricon第1名的作品。是目前銷量最佳的單曲。
- 據說因為成員們以「這次就只用歌決勝負吧」的意向，所以完全不在電視上及演唱會演出。據HIRO所說「講到EXILE就想到舞曲，不過這次就大膽地去掉舞蹈，以ATSUSHI和SHUN的歌，也就是說以歌唱能力決勝負為構思的作品」。
- 《au×EXILE》宣傳活動中au使用者提供來電答鈴免費下載，發售限量1000張編曲稍有不同的《只是…想見你（au version）》。
- 於SHUN退出後舉行的「EXILE Vocal Battle Audition 2006 ～ASIAN DREAM～」在武道館的最終審核時由ATSUSHI一人演唱此曲。這時演出的是「Acoustic Version」（收錄在第5張專輯《EXILE EVOLUTION》的完全限定盤DVD）。
- 據說錄音的時候雖然SHUN有感冒，不過還是一次完成。
- MAKIDAI也常在卡拉OK唱這首歌。

## 發行版本
- CD
- CD+DVD

## 收錄歌曲

### CD
1. 只是…想見你 [5:31]
  - 作詞：SHUN / 作曲･編曲：春川仁志

《au×EXILE》宣傳活動曲。
SHUN為單曲最後一次作詞的抒情歌。收錄在第4張專輯《ASIA》。
2. 只是…想見你 (Acostic Version) [5:34]
  - 作詞：SHUN / 作曲･編曲：春川仁志

此曲為混音版
3. 只是…想見你 (Instrumental) [5:31]

### DVD
1. 只是…想見你(Music Clip)
電影「NANA」的大谷健太郎導演所導。由田中幸太朗與奧田惠梨華演出的戲劇型PV。

## 備註
1. 1 2  . Oricon. 2002  [2013-01-13]. （原始内容存档于2013-03-03） （日语）.
2. ↑  . Musicman-NET. 2012-08-02  [2013-01-12]. （原始内容存档于2012-09-04） （日语）.